# Église Sainte-Madeleine de Pouancé
Pour les articles homonymes, voir Église Sainte-Madeleine.
L'église Sainte-Madeleine de Pouancé est une église située à Pouancé, en France.

## Localisation
L'église est située dans le département français de Maine-et-Loire, sur la commune de Pouancé.

## Historique
La genèse de l'église Sainte-Madeleine de Pouancé a lieu en 1094. Cette année, le seigneur de Pouancé, Gautier Hay, et son épouse, Basilie décident de fonder un prieuré à Pouancé et de le donner aux moines de l'abbaye de Marmoutier. En 1090 déjà, Gautier leur avait octroyé divers droits, de dîme notamment, sur Pouancé, La Prévière et Senonnes. À la demande des époux donateurs, les moines s'engagent à ériger une église prieurale après avoir acquis de nombreux droits, dont la dîme de leur marché, d'un péage, de leurs moulins, de la pêche sur plusieurs étangs, du four à pain... . De plus, les moines acquiert le droit d'avoir leur propre four, et les sujets vivant dans l'emprise de leur bourg seront exemptés de service militaire sauf en cas d'attaque. L'acte de création du prieuré est passé dans le château de Pouancé.
Le bâtiment du prieuré est attesté pour la première fois en 1168. En 1178, l'abbaye de Marmoutier s'engage à y faire résider quatre religieux.
Le 10 novembre 1701, l'église prieurale devient église succursale de la paroisse Saint-Aubin de Pouancé. C'est encore l'église Saint-Aubin de Pouancé qui assumait le rôle d'église paroissiale. Devant les plaintes des paroissiens sur la distance et la difficulté d'accès de l'église Saint-Aubin, situé hors du bourg de Pouancé, Sainte-Madeleine devient église paroissiale le 4 mars 1778.
Au XIXe siècle, l'ancien bâtiment médiéval est en mauvais état. Le 22 novembre 1812, le conseil municipal interdit l'accès à l'église. Un agrandissement est effectué en 1815.
En 1819, on lance les travaux de reconstruction de l'église. L'ancien édifice est détruit pour être totalement reconstruit. Le financement des travaux se fait à l'aide d'un remboursement de l'état à la commune des frais d'occupation de l'armée prussienne en 1815. Ce remboursement s'élève à 618,80 francs. Le roi Louis XVIII complète le financement par une aide de 2000 francs.
Un dernier agrandissement en 1859-1860, effectué par l'architecte Duvêtre, lui donne son aspect actuel. Le presbytère est reconstruit à la même époque.
L'église est fermée depuis octobre 2021 pour des raisons de sécurité.

## Description

### Architecture

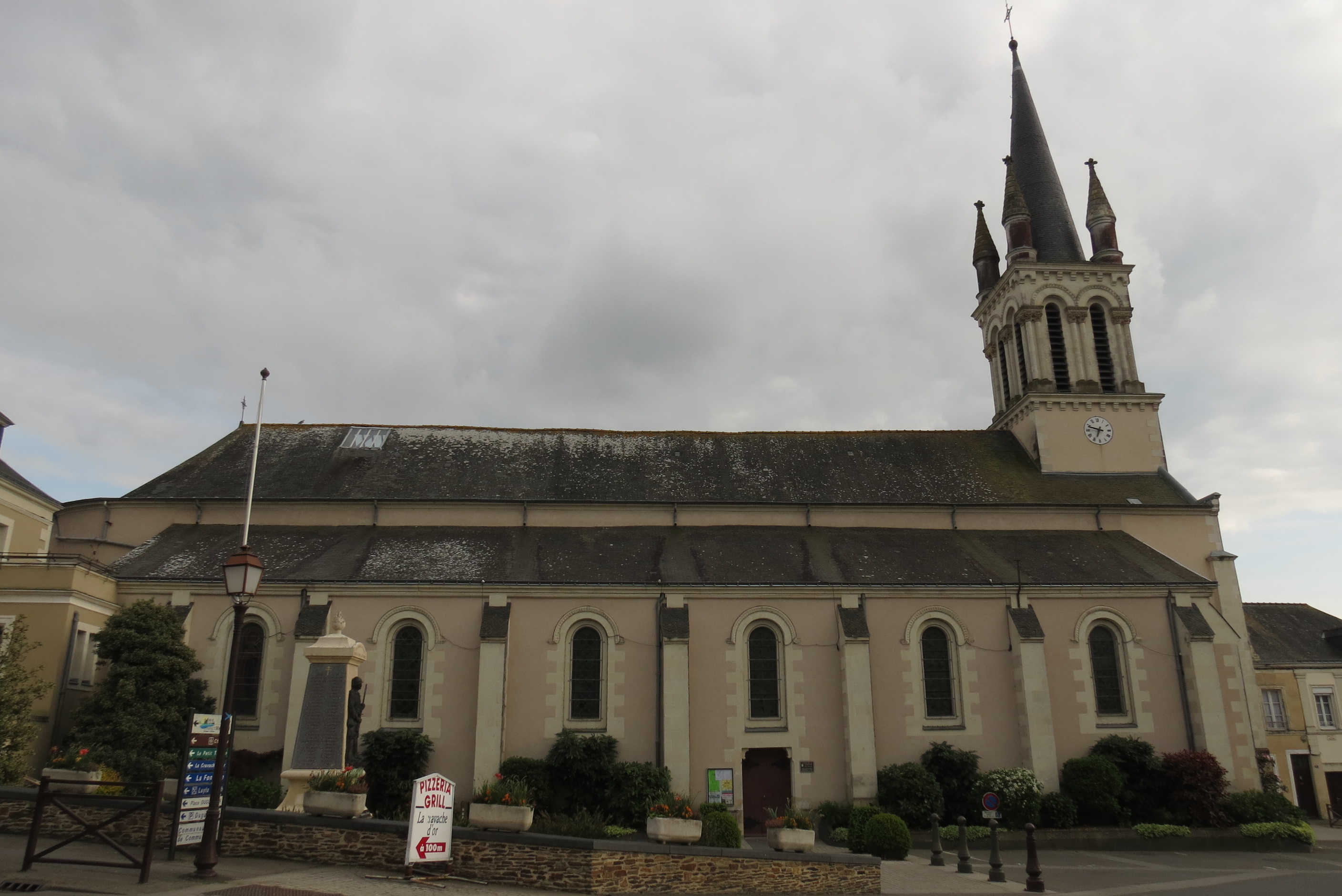
Vue de profil.
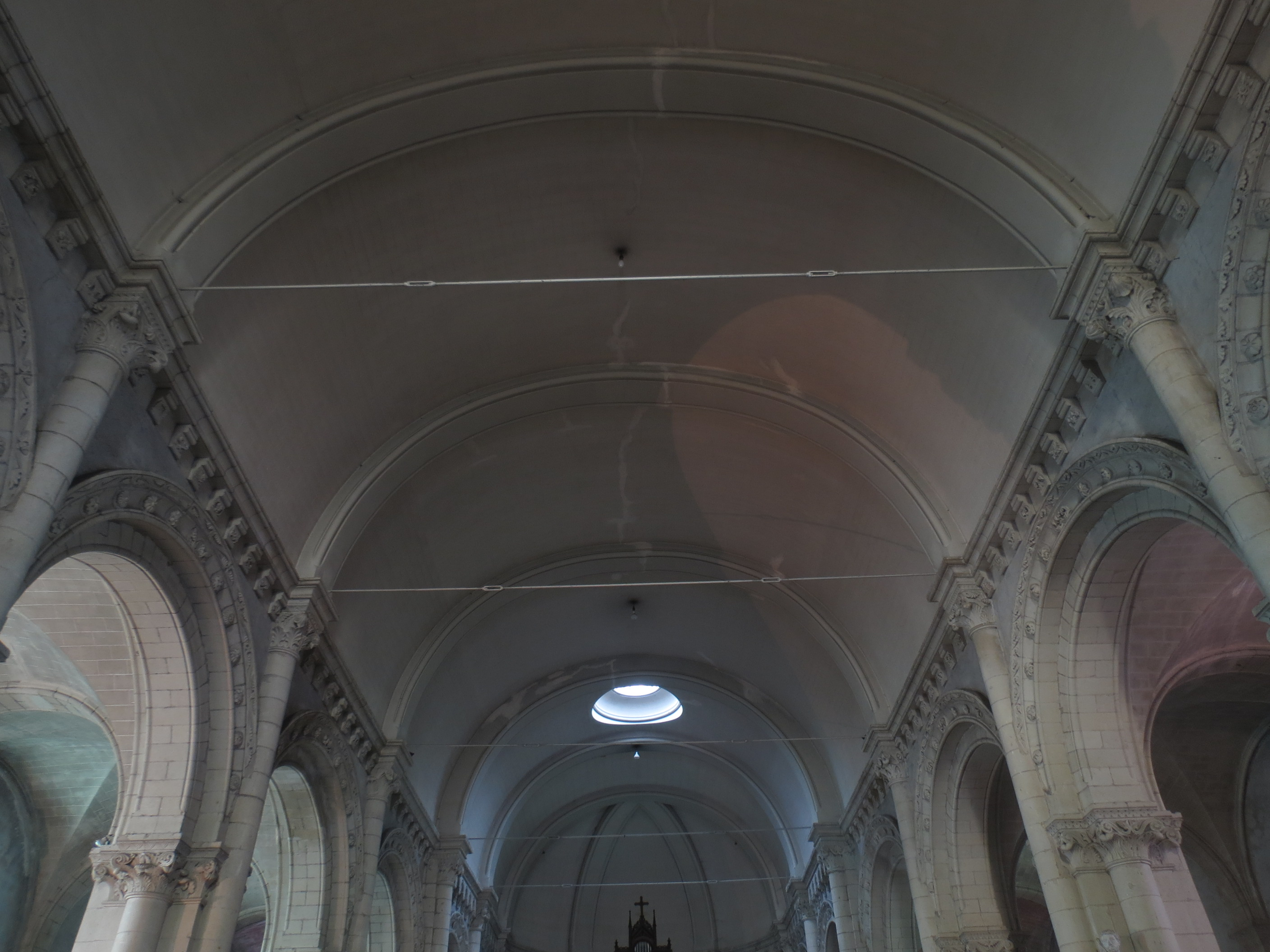
Voûte en plein-cintre.
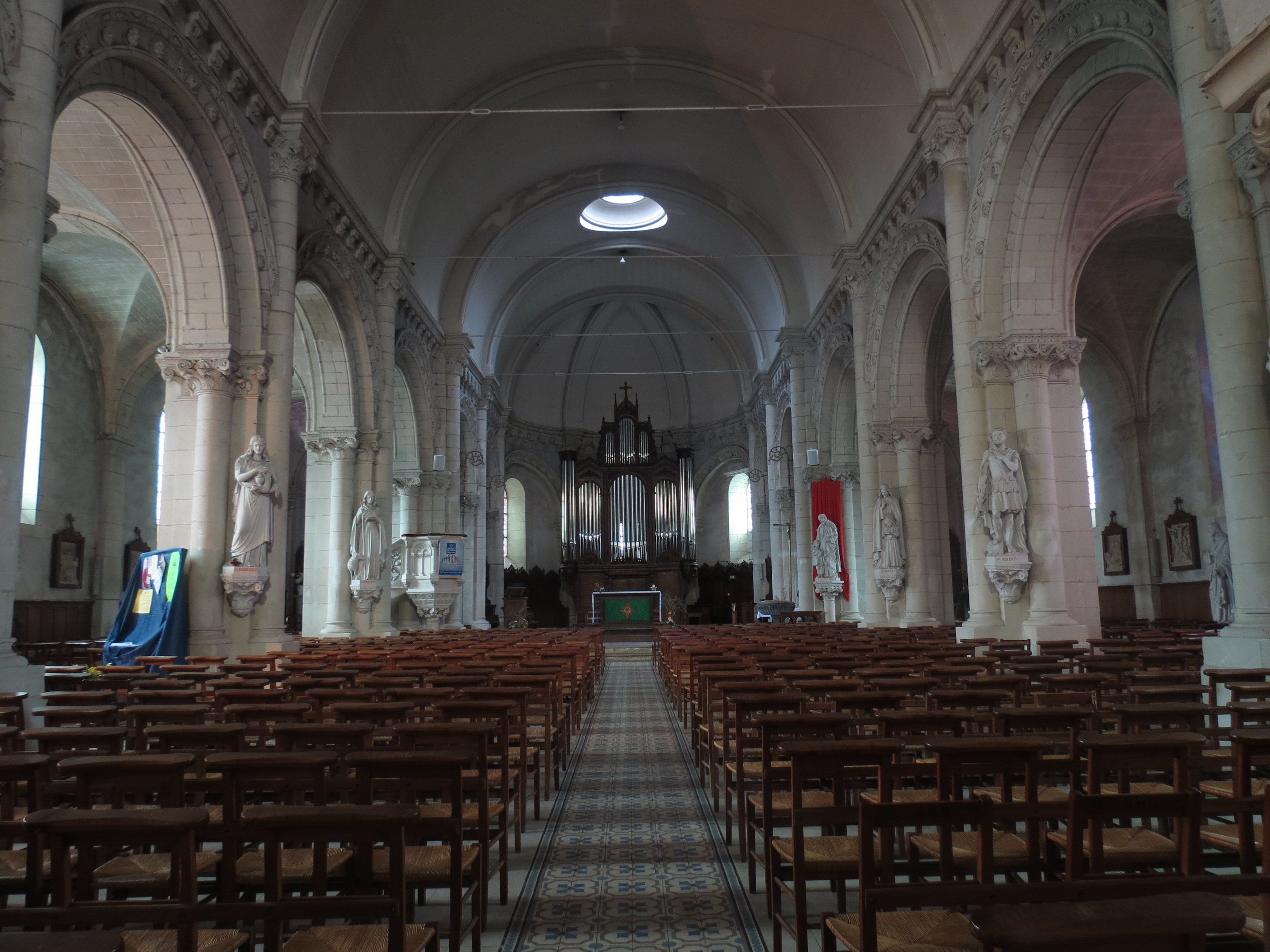
Vue de l'intérieur.

### Mobiliers et vitraux

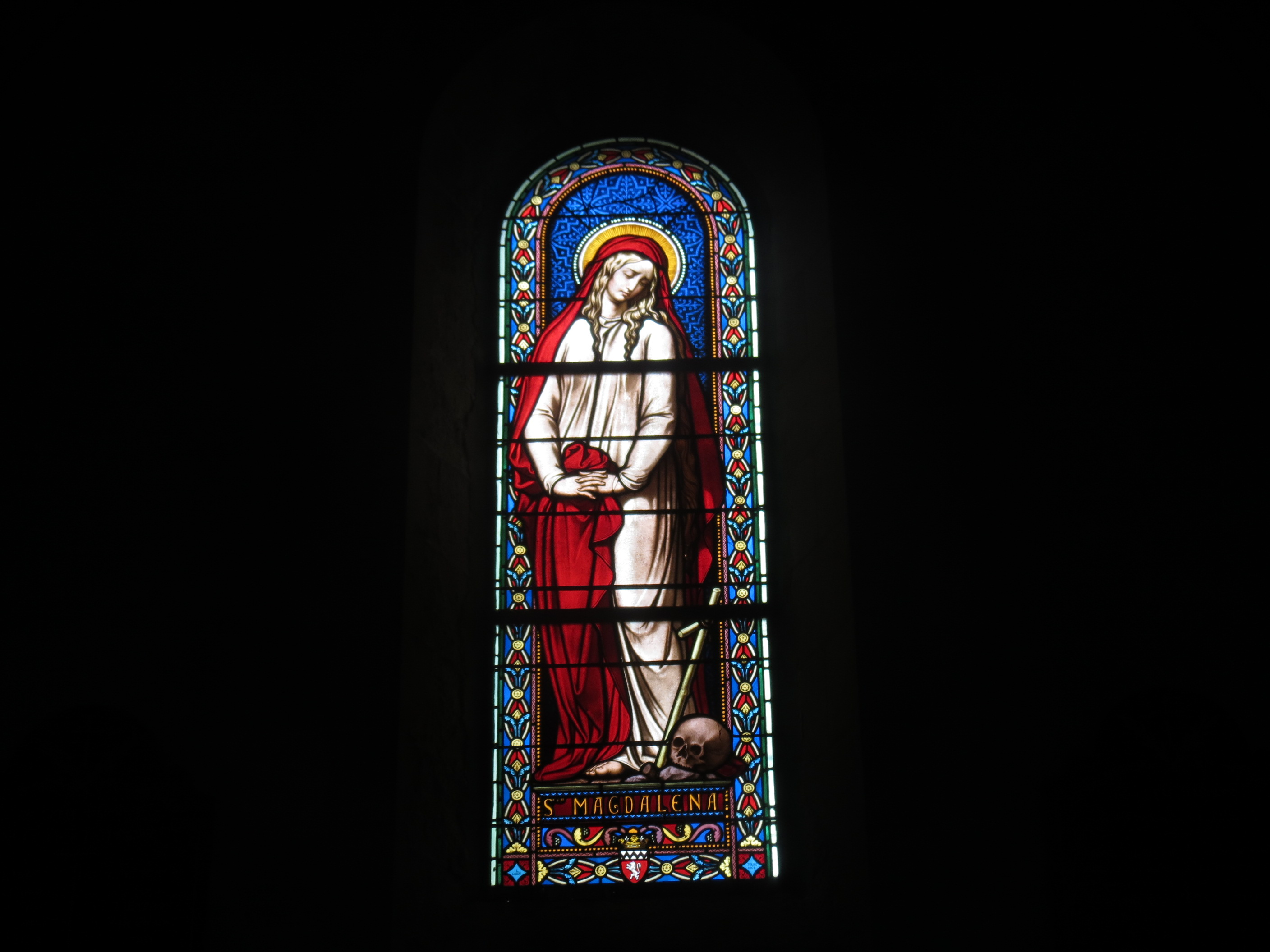
Sainte Marie-Madeleine.
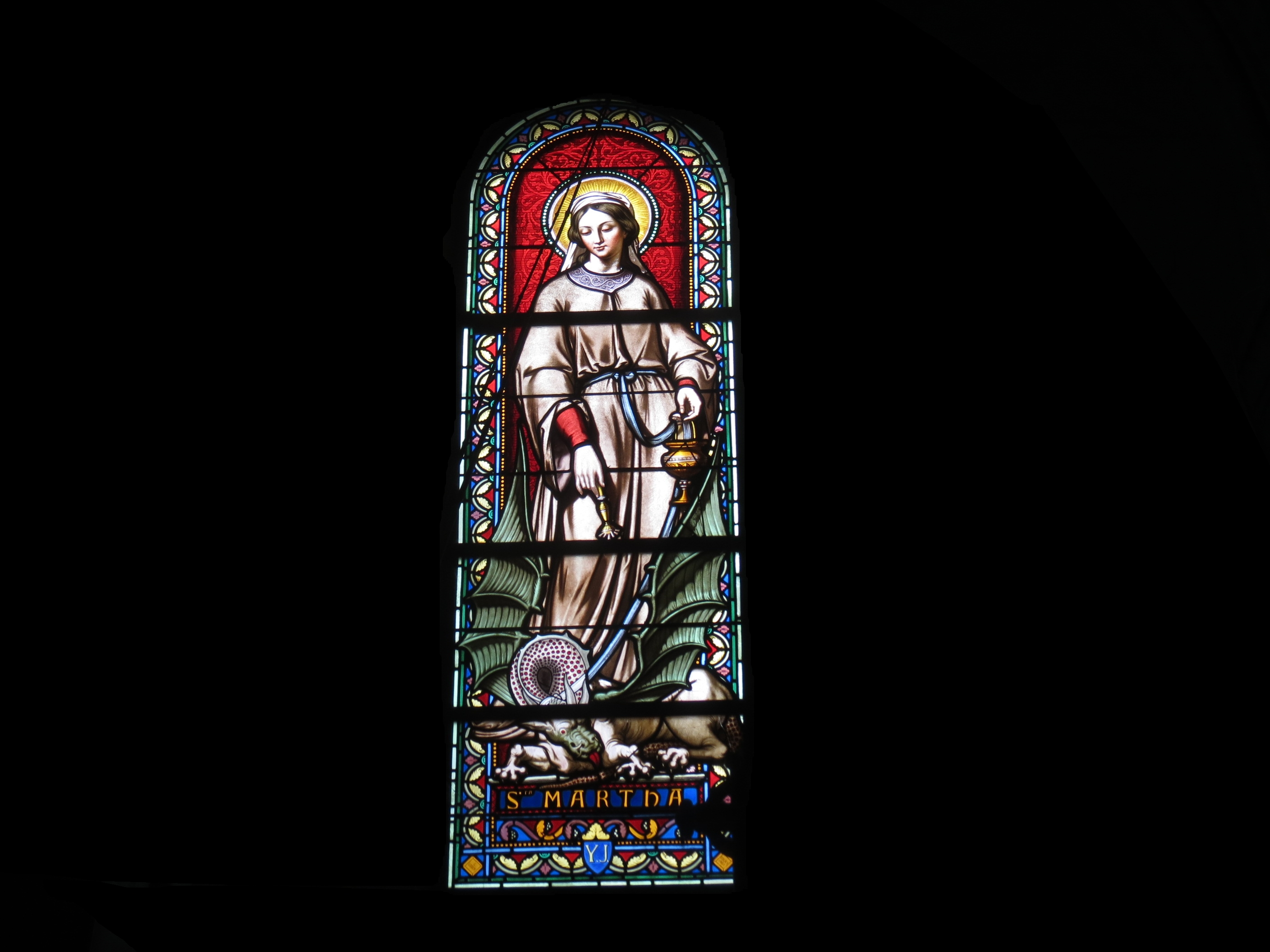
Sainte Marthe.
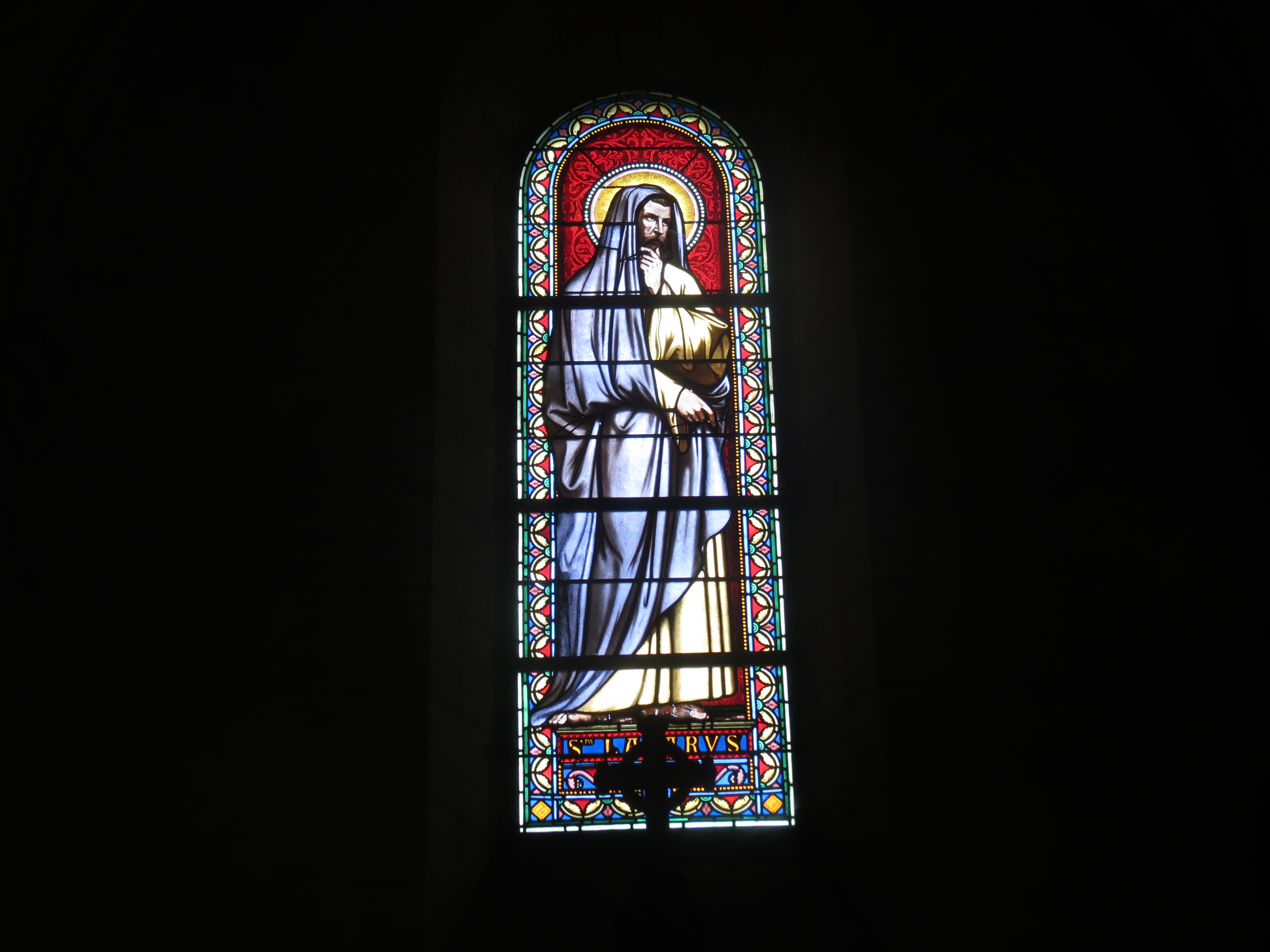
Saint Lazare.
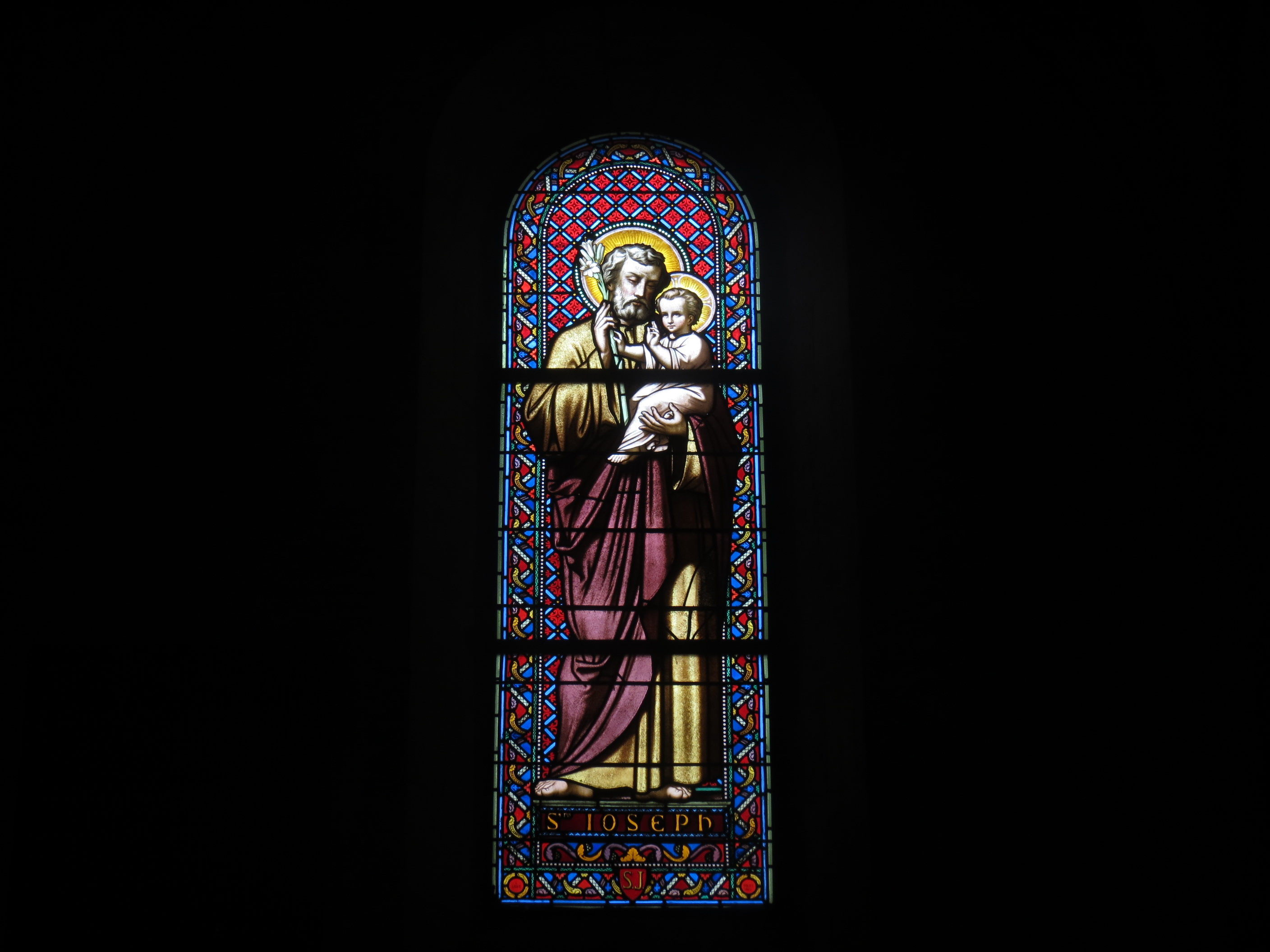
Saint Joseph.
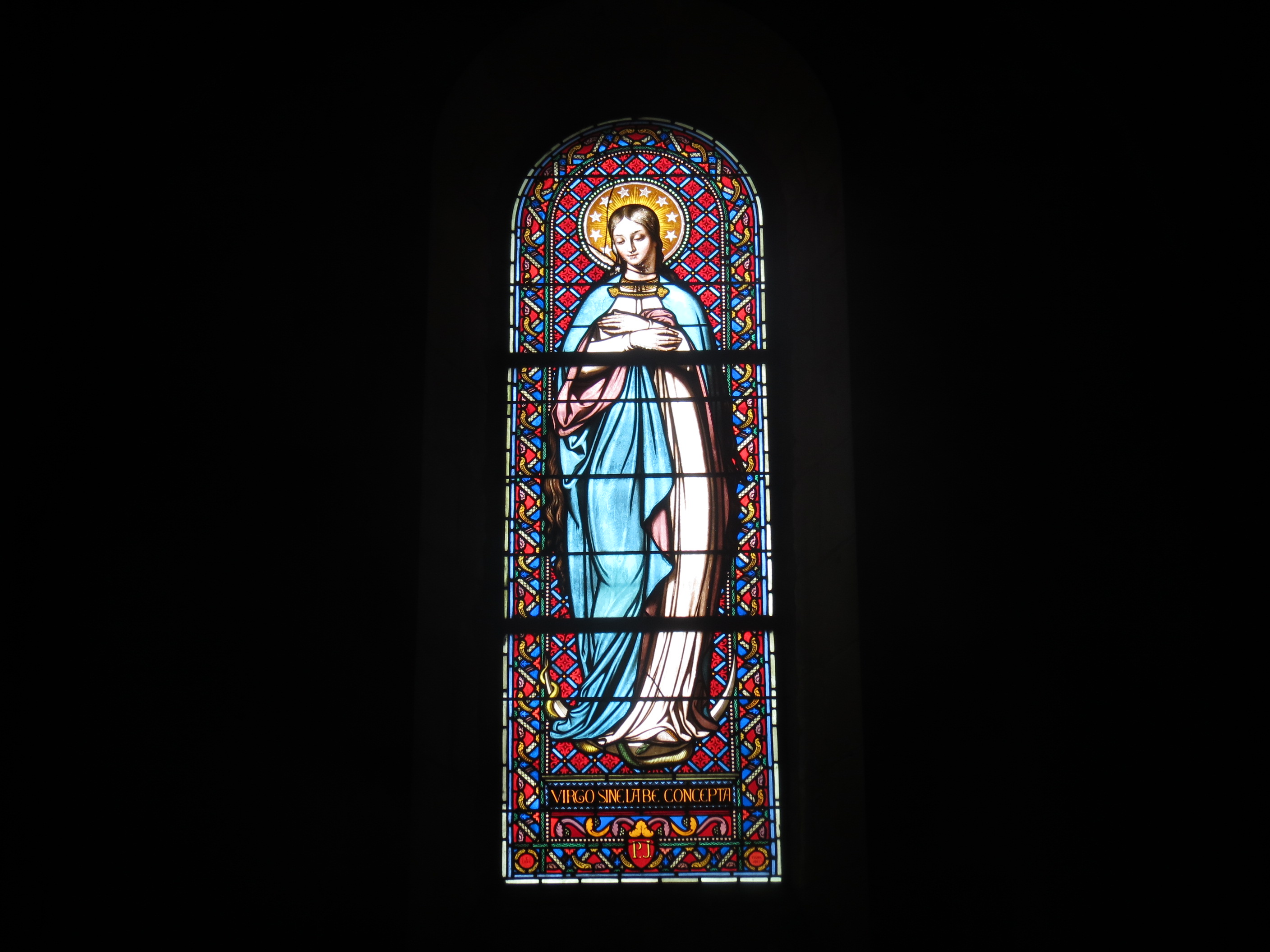
Sainte Vierge de l'Immaculée Conception.